# Inzai

Miasto na tle prefektury

Inzai (jap. 印西市 Inzai-shi) – miasto w środkowej Japonii, na głównej wyspie Honsiu (Honshū), w prefekturze Chiba. Ma powierzchnię 123,79 km². W 2020 r. mieszkało w nim 102 651 osób, w 38 200 gospodarstwach domowych  (w 2010 r. 88 146 osób, w 29 719 gospodarstwach domowych).